# Arturo Labriola
Arturo Labriola (Napoli, 21 gennaio 1873 – Napoli, 23 giugno 1959) è stato un politico ed economista italiano, teorico del sindacalismo rivoluzionario.
Essendo solito firmarsi A. Labriola, è stato spesso confuso con il più anziano filosofo marxista cassinate Antonio Labriola, con il quale non condivideva alcun rapporto di parentela.

## Biografia

Labriola commemora i tre operai uccisi durante la Settimana rossa, Napoli, 1914

Laureato in giurisprudenza, militò sin dal 1895 tra le file del socialismo napoletano. Nel 1889 era nel consiglio direttivo del circolo socialista repubblicano Giorgio Imbriani, dove incontrò Luigi Alfani col quale fondò nell'ottobre 1891 un altro circolo, Gioventù operosa,  l'azione del quale segnò un chiaro accostamento di Labriola all'ideologia marxista con la necessità di riappropriazione dei mezzi di produzione da parte della società operaia. Dopo la nascita del Partito dei Lavoratori Italiani a Genova nel 1892, Labriola e Alfani si avvicinarono ulteriormente all'ideologia socialista; il primo divenne corrispondente da Napoli per Lotta di classe di Prampolini, mentre il secondo rappresentate per Napoli del partito socialista. A seguito delle manifestazioni dell'agosto 1893 a Napoli, degenerate in una vera e propria guerriglia urbana, Labriola venne arrestato assieme ad altri esponenti del socialismo napoletano, che con lui e Alfani avevano animato circoli politici negli anni precedenti, fra cui Garibaldi Placella, Giovanni Bergamasco, Alfonso Lista e Vincenzo Virgilio. Ciò non gli impedì di partecipare al congresso del Partito Socialista dei Lavoratori italiani a Reggio Emilia, tra l'8 e il 9 settembre. Nel 1894, lo scioglimento del PSLI e l'ondata di processi agli attivisti politici meridionali videro Labriola processato, ma prima condannato a 18 mesi di domicilio coatto e poi assolto grazie all'intervento d'influenti personaggi, quali Benedetto Croce e Francesco Nitti.
Il vuoto politico creatosi nella compagine socialista napoletana a causa dei processi permisero a Labriola di mettersi in mostra come rappresentante di Napoli e con una posizione opposta a Filippo Turati riguardo all'ingresso dei radicali nel partito, al congresso socialista, tenutosi clandestinamente a Parma nel 1895.
Condannato per la sua partecipazione ai moti del 1898, dovette espatriare per evitare l'arresto, dapprima in Svizzera (dove prese contatto con Maffeo Pantaleoni e Vilfredo Pareto), poi in Francia. In esilio conobbe le idee di Georges Sorel, che in seguito sostenne sul suo giornale.

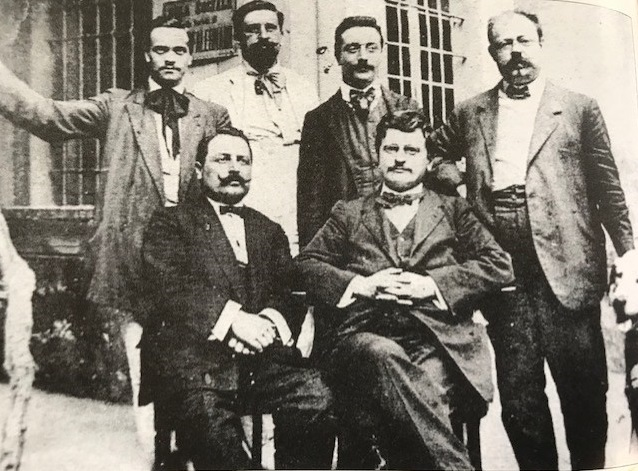
Sindacalisti italiani a Lugano nel 1908. Da sinistra a destra, in piedi: Tullio Masotti, Alceste de Ambris, Enrico Sorregotti e Angelo Oliviero Olivetti. Seduti: Umberto Pasella e Arturo Labriola.

All'inizio del XX secolo rientrò in Italia e avviò assieme alla sezione napoletana la battaglia contro la politica di "apertura" verso possibili convergenze col governo, della direzione socialista di Filippo Turati. Alla fine del 1902 lasciò Napoli e fondò a Milano, assieme a Walter Mocchi, il giornale Avanguardia socialista diventando il principale esponente della corrente rivoluzionaria, indi sindacalista rivoluzionaria, in seno al partito socialista. Riuscirà, nel 1904, insieme alla corrente intransigente di Enrico Ferri, direttore dell'Avanti!, a sconfiggere la linea gradualista turatiana e permettere al Ferri di divenire segretario del PSI. In seguito, però, i rapporti tra Labriola e Ferri si raffreddarono e, nel 1906, passò all'opposizione interna al partito. Fu con-direttore, con Angelo Oliviero Olivetti, della rivista sindacalista rivoluzionaria Pagine Libere, edita a Lugano dal 1906 al 1911. Tornato a Napoli dove insegnava come libero docente, non approvò la scissione sindacalista dal partito socialista, decisa a Ferrara nel 1907, perché giudicata prematura. Nel 1911 fu favorevole all'intervento dell'Italia in Libia (il che gli valse accuse di sciovinismo da parte di Lenin), ma finì poi col criticare il modo di fare la guerra.
Staccatosi dal sindacalismo rivoluzionario, nel 1913 entrò in parlamento come socialista indipendente. Nel 1915 fu favorevole all'intervento dell'Italia nella prima guerra mondiale. Nel 1917 effettuò un viaggio in Russia per incitare a proseguire la guerra. Nel 1918 fu pro-sindaco di Napoli (non poteva essere sindaco per incompatibilità con la carica di deputato). Eletto deputato nelle liste dell'Unione Socialista Italiana, dal 1920 al 1921 fu ministro del lavoro nell'ultimo gabinetto Giolitti. Negli anni 1920 collaborò a Il Quarto Stato.
Partecipò alla secessione dell'Aventino e fu quindi dichiarato decaduto come deputato nella seduta del 9 novembre 1926.
In esilio in Francia a causa del fascismo, tornò in Italia il 22 dicembre 1935 in occasione della guerra etiopica, verso la quale si era mostrato apertamente favorevole, avvicinandosi da quel momento al fascismo e inviando una lettera di lode a Mussolini: "Mi permetta di assicurare Vostra Eccellenza dei miei sentimenti di piena solidarietà". Dal 1936 al 1943 fu un collaboratore del mensile di Nicola Bombacci La Verità, rivista politica allineata sulle posizioni del socialismo nazionale, nonché vicina alla frangia rivoluzionaria e di sinistra del regime fascista. In seguito a queste prese di posizione pubbliche pro-fasciste, Labriola fu espulso dalla sezione di Bruxelles del partito socialista e dalla direzione del PSI.
A seguito della caduta del fascismo il 25 luglio 1943, condusse sui quotidiani Il Giornale di Napoli e Il Tempo di Roma una campagna contro quello che definì «il fascismo degli antifascisti», scorgendo nell'antifascismo un'intolleranza speculare a quella fascista. Dopo la guerra, nel 1946, fu eletto all'Assemblea Costituente per il partito Alleanza Democratica della Libertà, in seguito fu senatore nel 1948.
Nel 1952 fu eletto consigliere comunale di Napoli, a capo di una lista di indipendenti di sinistra. L'anno seguente si candidò alle elezioni per il Senato, sempre da indipendente, ma non riuscì a essere eletto. Dedicatosi pienamente all'attività di consigliere comunale, alle elezioni del 1956 si candidò a sindaco di Napoli a capo della lista del Partito Comunista Italiano, venendo sconfitto dal sindaco uscente, il monarchico Achille Lauro. Morì a Napoli il 23 giugno 1959.
Nella commemorazione alla Camera dei deputati, il primo a prendere la parola fu il comunista Gian Carlo Pajetta, il quale mise in rilievo con fierezza che il tumultuoso e contraddittorio percorso politico di Labriola, di cui i comunisti avevano «inteso il nome quasi come di un personaggio della leggenda socialista», si era concluso nelle file del PCI.

## Massoneria
Dichiaratamente massone (fu iniziato l'11 febbraio 1914 nella Loggia Propaganda massonica di Roma), durante il suo esilio in Francia fu membro della Loggia Italia n. 450 (che era quella di Eugenio Chiesa) e poi della Loggia Italia nuova n. 690 del Grande Oriente di Francia, a Parigi, e in Belgio - dove fu nominato professore d'economia all'Institut des Hautes Études de Belgique a Bruxelles - frequentò la loggia les Amis Philanthrophes del Grande Oriente del Belgio, durante il suo soggiorno in Argentina fu affiliato alla Loggia Unione Italiana n. 12, che era quella di Alessandro Tedeschi.  Labriola ricoprì la carica di gran maestro aggiunto del Grande Oriente d'Italia in esilio tra il 23 giugno 1930 e il 29 novembre 1931, assumendo "di fatto" le funzioni di gran maestro effettivo. Raggiunse il 33º grado del Rito scozzese antico e accettato. In seguito alle sue prese di posizione pubbliche pro-fasciste, Labriola fu espulso dal Grande Oriente d'Italia in esilio. Nel dopoguerra Labriola dichiarò: "io sono un temperamento antimassonico. I riti e le cerimonie non mi sono mai piaciuti. Ci stò per far dispetto al vaticano". Già nel 1925, rispondendo ad un'inchiesta sulla massoneria aveva detto: "riterrei piuttosto che è anticlericale (...) e così fatta mi accomoda".

## Pensiero
Pubblicò molti libri di politica, di storia e di economia. Fu agli inizi ispirato dalle teorie di Marx che difese in un primo tempo nell'ambito del dibattito sulla crisi del marxismo, alla fine degli anni 1890. Sotto l'influsso delle teorie economiche marginaliste (Pareto, Pantaleoni), aderì quindi al revisionismo marxista: rimproverò in particolare al marxismo il finalismo hegeliano e la teoria della catastrofe finale. Ma rimase pure critico nei confronti del pensiero liberale, di cui criticava l'eccessivo psicologismo edonista. In economia finì coll'approdare ad una sorta di neo-ricardismo.
Tra il 1904 e il 1908 teorizzò il sindacalismo rivoluzionario, e cioè l'idea che la maturazione politica delle masse potesse farsi tramite l'azione diretta dei sindacati che, progressivamente, avrebbero dovuto avvalersi di tutte le funzioni riservate fino allora al partito socialista. La pratica dello sciopero e l'uso ragionato della violenza avrebbero dovuto sfociare nello sciopero generale risolutivo, sostitutivo del colpo di mano rivoluzionario.
Allontanatosi a partire dal 1911 dal sindacalismo rivoluzionario, ma rimasto socialista, scrisse negli anni fra le due guerre libri in cui l'idea di popolo e di comunità coesa intendeva superare lo schema marxiano delle classi sociali e dell'antagonismo, dato che l'imprenditoria industriale contribuiva operosamente alla produzione, anche accumulando capitali per l'innovazione, ed era danneggiata anch'essa dalle speculazioni di cartello e dallo sfruttamento della manodopera da parte delle nascenti entità finanziarie. Rispetto a quella che sarebbe diventata negli anni trenta l'ortodossia socialista, Arturo Labriola poneva al centro del problema capitalistico i meccanismi della formazione del "grande capitale" e la speculazione finanziaria, le concentrazioni industriali e geopolitiche, l'abbassamento drastico delle tutele e la disgregazione dei gruppi etnici.

## 50º anniversario della morte
Il 3 dicembre 2009, in occasione del 50º anniversario della sua scomparsa, il liceo scientifico "Arturo Labriola" di Napoli organizzò una giornata dedicata alla sua memoria, alla quale prese parte anche la sindaca della città, Rosa Russo Jervolino.

## Opere principali
- Contro il referendum, Milano, 1897 (ristampato nel 1998 da Datanews, Roma)
- La teoria del valore di C. Marx. Studio sul III libro del "Capitale", Palermo, Sandron, 1899
- La "Comune" di Parigi, Lugano, Soc. ed. Avanguardia, 1906
- Riforme e rivoluzione sociale (Milano, 1904), Lugano, Società ed. Avanguardia, 1906 (2ª ed. modificata).
- Marx nell'economia e come teorico del socialismo, Lugano, Soc. ed. Avanguardia, 1908
- Storia di dieci anni, Milano, Il Viandante, 1910 (Feltrinelli, Milano, 1975, 2ª ed.).
- Economia, socialismo, sindacalismo (Alcuni scritti), Napoli, Soc. ed. Partenopea, 1911
- La guerra di Tripoli e l'opinione socialista,  Napoli, Morano, 1912
- Il sostanziale e l'accidentale nel Socialismo, Napoli, Soc. ed. Partenopea, 1914
- Le due politiche. Fascismo e riformismo, Napoli, Morano, 1924
- Finanza ed economia, Napoli, Morano, 1925
- Al di là del capitalismo e del socialismo, Parigi, Coll. di studi politici e sociali, 1931
- Crépuscule de la civilisation. L'Occident et les peuples de couleur, Paris, Mignonet, 1932
- Spiegazioni a me stesso. Centro Studi Sociali, Napoli, 1945